# Reazione di Leuckart
La reazione di Leuckart è la reazione che trasforma una aldeide o un chetone nella corrispondente ammina usando acido formico e ione ammonio, attraverso un meccanismo di amminazione riduttiva. La reazione prende il nome dal suo scopritore, il chimico tedesco Rudolf Leuckart.
In presenza di ammoniaca, possono essere usate anche ammine primarie e secondarie. Formammide o formammidi sostituite possono essere usate al posto del formiato di ammonio. 
Quando è usato un eccesso di acido formico, la reazione prende il nome di Reazione di Leuckart-Wallach.

## Storia
Rudolf Leuckart scoprì la reazione quando si accorse che scaldando benzaldeide con formammide esso non produceva benzilidenformammide come supposto bensì benzilammina. Nel 1891, un collega di Leuckart dell'Università di Gottinga, Otto Wallach, documentò la stessa reazione ottenuta in eccesso di acido formico e a basse temperature. Nel secolo successivo molti chimici si sono cimentati nell'aumento delle rese di questa reazione e nell'uso di condizioni di reazione più blande, studiando gli effetti dei reagenti. 

## Meccanismo
La reazione di Leuckart è una amminazione riduttiva in cui l'acido formico è l'agente riducente. L'ammina (lo ione ammonio) agisce come base ed attacca il carbonile formando un alfa-amino alcoole. Questo complesso disidrata formando lo ione immino che l'acido formico riduce ad ammina. 
L'uso della reazione è limitato in quanto richiede alte temperature e forma sottoprodotti indesiderati, come N-formil e per la difficoltà di garantire la sintesi di ammine primarie (la reazione può condurre facilmente ad ammine secondarie). 
Alcune interessanti applicazioni includono la sintesi del 1,4-benzodiazepin-5-one, e composti della stessa famiglia utilizzati come soppressori del sistema nervoso centrale. 
La reazione di Leuckart è usata per la sintesi della metilanfetamina partendo dal fenilacetone con metilammina e acido formico o usando la N-metilformammide.